# (12171) Johannink
(12171) Johannink (provisorische Bezeichnung 2382 T-3) ist ein Asteroid des Hauptgürtels, der am 16. Oktober 1977 von Cornelis Johannes van Houten, Ingrid van Houten-Groeneveld und Tom Gehrels entdeckt wurde.
Der Asteroid ist benannt nach dem niederländischen Lehrer und Amateurastronom Carl F. Johannink (* 1959).